# Domenico da Cortona

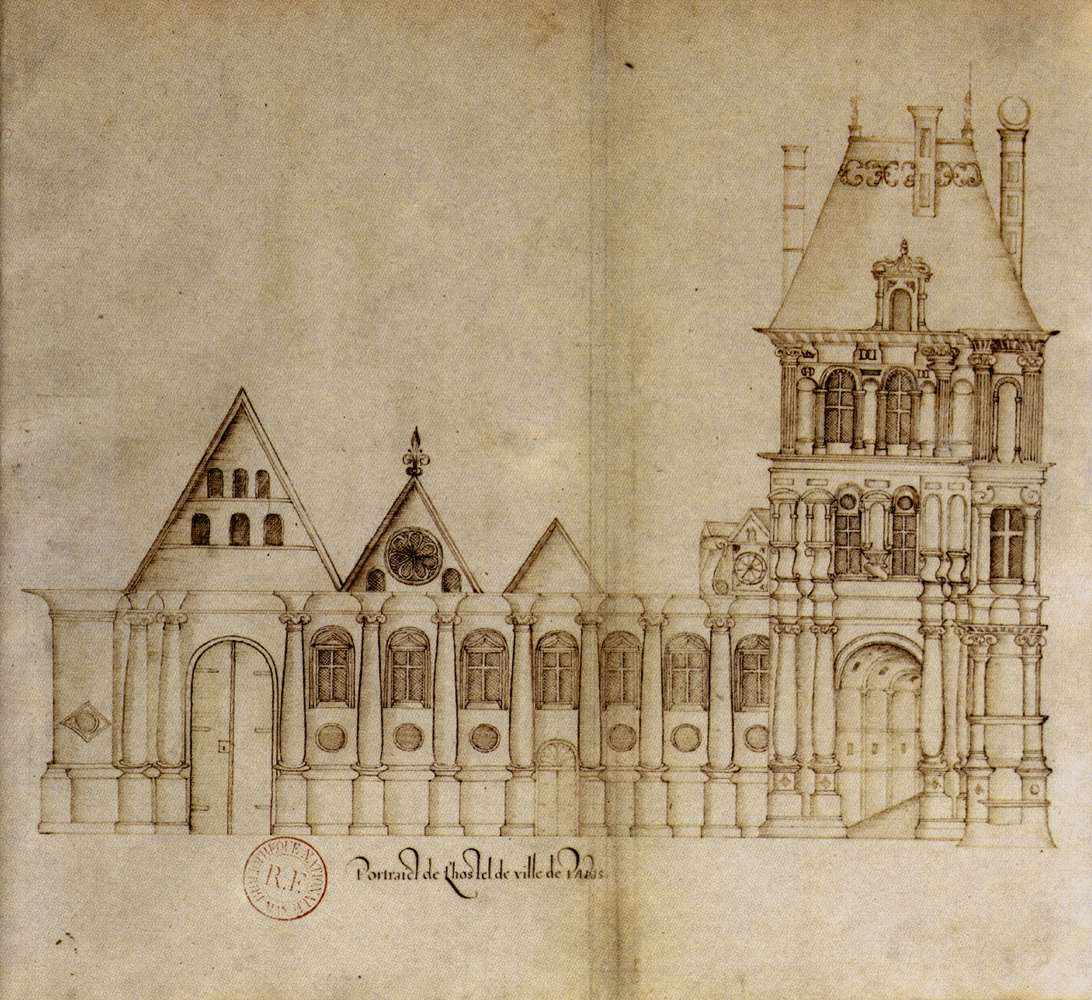
Hôtel de Ville de Domenico em Paris, tal como desenhado por Jacques Cellier

Domenico da Cortona, conhecido por "Boccador, (c. 1465 - c. 1549) foi um arquitecto italiano, aluno de Giuliano da Sangallo.  Foi trazido para França por Carlos VIII e permaneceu ao serviço de François I. O seu projecto para o real Château de Chambord, representado num modelo de madeira, sobreviveu até ao século XVII. mas a responsabilidade do projeto é também dada a Leonardo da Vinci, que estava na corte real em Amboise na mesma altura, e a construção propriamente dita, durante a qual muito foi improvisado, esteve sob a supervisão in loco de Pierre Nepveu.
Domenico da Cortona residia em Blois. Encontrava-se em Amboise, responsável pelo planeamento do projeto nas festividades que assinalavam o nascimento do delfim em abril de 1518. Supervisionou também os trabalhos de engenharia militar nos castelos de Tournai e Ardres.
Domenico é por vezes creditado com o projecto da Igreja de Santo Eustáquio em Paris, embora também tenham sido sugeridos outros arquitectos. O Hôtel de Ville de Paris, destruído durante a Comuna, 24 de Maio de 1871, ostentava uma inscrição que terminava em Domenico Cortonensi arquitectonte.
A monografia padrão é P. Lesueur, Dominique de Cortone dit Boccador (Paris) 1928.